# Gretchen Mol
Gretchen Mol (Deep River, Connecticut, 1972. november 8. –) amerikai színésznő, modell.

## Fiatalkora és családja
Anyja Janet Morgan művész és tanár, apja középiskolai tanár. Van egy Jim nevű testvére. 
Már a középiskolában fellépett színdarabokban. Tizenévesen New Yorkba költözött, elvégezte a The American Musical and Dramatic Academy-t, majd a William Esper Studio-ban diplomázott. 1994-ben modellkedni kezdett, - a Vanity Fair 1998. szeptemberi kiadványának címlapján is megjelent - de közben volt ajtónálló és pincérnő is. Ez idő tájt fedezte fel egy tehetségkutató ügynök egy Coca-Cola reklám szerepére.

## Pályafutása
1996-ban tűnt fel először Spike Lee Girl 6 - A hatodik hang című  filmjében, a tizenkettedik lány szerepében. A Texasi krónikák: A Holtak útján televíziós minisorozat két epizódjában is kapott egy kisebb szerepet. A Fedőneve: Donnie Brasco című filmben olyan sztárokkal játszhatott együtt, mint Al Pacino, Johnny Depp vagy Michael Madsen. 
1998-ban megkapta a Született szerelmesek című romantikus film főszerepét, Jude Law oldalán. Az 1999-es 13. emelet című sci-fi-ben két szerepet is kellett alakítania. 2002-ben a Girls Club című sorozatban Lynne Camdent formálta meg. 2005-ben a Bettie Page életéről készített Az első szexikon című film címszerepét kapta. 2010 és 2014 között a Boardwalk Empire – Gengszterkorzó című krimisorozat 38 epizódjában szerepelt, mint Gillian Darmody. A Gyilkos űrhajó című sorozatban ő játssza Dr. Agatha Matheson-t.

## Filmográfia

### Film
| Év   | Magyar cím                       | Eredeti cím                       | Szerep                         | Magyar hang    |
| ---- | -------------------------------- | --------------------------------- | ------------------------------ | -------------- |
| 1996 | Girl 6 – A hatodik hang          | Girl 6                            | lány                           |                |
| 1996 | A temetés                        | The Funeral                       | Helen                          |                |
| 1997 | Fedőneve: Donnie Brasco          | Donnie Brasco                     | Sonny barátnője                |                |
| 1997 | Szerelem utolsó vérig            | The Last Time I Committed Suicide | Mary Greenway                  |                |
| 1997 |                                  | The Deli                          | Mary                           |                |
| 1998 |                                  | Too Tired to Die                  | Capri                          |                |
| 1998 | Született szerelmesek            | Music from Another Room           | Anna Swann                     | Biró Anikó     |
| 1998 | Pókerarcok                       | Rounders                          | Jo                             | Roatis Andrea  |
| 1998 |                                  | New Rose Hotel                    | Hiroshi felesége               |                |
| 1998 | Sztárral szemben                 | Celebrity                         | Vicky                          |                |
| 1998 | Elvis-lek Memphisbe              | Finding Graceland                 | Beatrice Gruman                |                |
| 1998 |                                  | Bleach (rövidfilm)                | Gwen                           |                |
| 1999 | 13. emelet                       | The Thirteenth Floor              | Jane Fuller / Natasha Molinaro | Schell Judit   |
| 1999 | Broadway 39. utca                | Cradle Will Rock                  | Marion Davies                  |                |
| 1999 | A világ második legjobb gitárosa | Sweet and Lowdown                 | Ellie                          | Urbán Andrea   |
| 1999 | Holtodiglan                      | Forever Mine                      | Ella Brice                     | Juhász Judit   |
| 1999 |                                  | Just Looking                      | Hedy Coletti                   |                |
| 2000 |                                  | Zoe Loses It (rövidfilm)          | Amber                          |                |
| 2000 |                                  | Attraction                        | Liz                            |                |
| 2000 | Get Carter                       | Get Carter                        | Audrey                         | Major Melinda  |
| 2003 | Faragjunk férfit!                | The Shape of Things               | Jenny                          | Solecki Janka  |
| 2004 |                                  | Heavy Put-Away (rövidfilm)        | Mary                           |                |
| 2005 | Az első szexikon                 | The Notorious Bettie Page         | Bettie Page                    | Ruttkay Laura  |
| 2006 | Puccini kezdőknek                | Puccini for Beginners             | Grace                          |                |
| 2007 | A tíz                            | The Ten                           | Gloria Jennings                |                |
| 2007 | Csöbörből vödörbe                | Trainwreck: My Life as an Idiot   | Lynn                           | Németh Borbála |
| 2007 | Börtönvonat Yumába               | 3:10 to Yuma                      | Alice Evans                    | Biró Anikó     |
| 2008 | Amerikai viszony                 | An American Affair                | Catherine Caswell              |                |
| 2008 |                                  | Tenure                            | Elaine Grasso                  |                |
| 2014 | Későnérők                        | Laggies                           | Bethany                        | Orosz Anna     |
| 2015 | Igaz történet                    | True Story                        | Karen Hannen                   | Bozó Andrea    |
| 2015 | Anesztézia                       | Anesthesia                        | Sarah                          |                |
| 2016 | A régi város                     | Manchester by the Sea             | Elise Chandler                 | Bozó Andrea    |
| 2016 | Fiam nélkül soha                 | A Family Man                      | Elise Jensen                   | Zakariás Éva   |
| 2019 |                                  | Arara                             | Grace                          |                |
| 2021 | Álpozitív                        | False Positive                    | Dawn nővér                     | Zakariás Éva   |
| 2022 | Pálmafák és cselszövés           | Palm Trees and Power Lines        | Sandra                         |                |

### Televízió
| Év        | Magyar cím                        | Eredeti cím                  | Szerep              | Megjegyzések                                              |
| --------- | --------------------------------- | ---------------------------- | ------------------- | --------------------------------------------------------- |
| 1996      | Texasi krónikák: A Holtak útján   | Dead Man's Walk              | Maggie              | minisorozat (2 epizód)                                    |
| 1996      | Kerge város                       | Spin City                    | Gwen                | 1 epizód                                                  |
| 1996      |                                   | Calm at Sunset               | Emily               | tévéfilm                                                  |
| 2000      | Kisvárosi szerelem                | Picnic                       | Madge Owens         | tévéfilm                                                  |
| 2002      | Az Ambersonok ragyogása           | The Magnificent Ambersons    | Lucy Morgan         | - tévéfilm - magyar hangja: - Mezei Kitty - Roatis Andrea |
| 2002      |                                   | Girls Club                   | Lynne Camden        | 9 epizód                                                  |
| 2002      |                                   | Freshening Up                | Janelle             | rövidfilm                                                 |
| 2007      | A fény völgye                     | The Valley of Light          | Eleanor             | - tévéfilm - magyar hangja: - Roatis Andrea               |
| 2008      | Kegyes hazugság                   | The Memory Keeper's Daughter | Norah Henry         | tévéfilm                                                  |
| 2008–2009 |                                   | Life on Mars                 | Annie Norris        | 17 epizód                                                 |
| 2010–2014 | Boardwalk Empire – Gengszterkorzó | Boardwalk Empire             | Gillian Darmody     | 39 epizód                                                 |
| 2015      | Mozart a dzsungelben              | Mozart in the Jungle         | Nina                | 8 epizód                                                  |
| 2016      | Dr. Chance                        | Chance                       | Jaclyn Blackstone   | - 10 epizód - magyar hangja: - Horváth Lili               |
| 2018      | Gyilkos űrhajó                    | Nightflyers                  | Dr. Agatha Matheson | 10 epizód                                                 |
| 2018      | Yellowstone                       | Yellowstone                  | Evelyn Dutton       | 2 epizód                                                  |
| 2018      |                                   | Seven Seconds                | Sam Hennessy        | minisorozat (3 epizód)                                    |
| 2020      |                                   | The Twilight Zone            | Mrs. Warren         | 1 epizód                                                  |
| 2020–2023 |                                   | Perry Mason                  | Linda               | 5 epizód                                                  |
| 2022      |                                   | American Gigolo              | Michelle            | 8 epizód                                                  |